# Сула (приток Суши)
Сула — река в Рыбно-Слободском районе Республики Татарстан. Длина реки составляет 17 км, площадь водосборного бассейна 63,6 км².

## Данные водного реестра
По данным государственного водного реестра России относится к речному бассейну Волги от верховий Куйбышевского водохранилища до впадения в Каспий, водохозяйственный участок реки — Камский участок Куйбышевского водохранилища от устья реки Кама до пгт. Камское устье без реки Шешма и Волга.
По данным геоинформационной системы водохозяйственного районирования территории России, подготовленной Федеральным агентством водных ресурсов:
- Код водного объекта в государственном водном реестре — 11010000312112100004002
- Код по гидрологической изученности (ГИ) — 112100400
- Номер тома по ГИ — 12
- Выпуск по ГИ — 1